# Destilado (combustible)
El destilado, llamado también combustible de tractor, era un producto derivado del petróleo usualmente empleado en los tractores agrícolas estadounidenses desde 1900 hasta mediados de la década de 1950. Era toscamente refinado, siendo químicamente similar al queroseno, pero impuro.

## Características
El destilado estadounidense es ampliamente descrito como un combustible con mayor peso molecular que la gasolina y similar o más ligero que el queroseno o fueloil No. 1. Sin embargo, tanto el empleo del término como su fórmula eran muy variables. Sus cifras octánicas igualmente variaban, entre 33 y 45.

## Empleo
Los primeras dresinas motorizadas y los primeros tractores eran propulsados por motores de queroseno o de gasolina. A partir de 1925 estuvieron disponibles versiones con motor de destilado, siendo producidas hasta 1956, cuando se vendieron los últimos tractores "todo-combstible" y los tractores con motores diésel se volvían cada vez más populares. Los tractores con motor de queroseno dejaron de producirse hacia 1934. El destilado continuó empleándose en máquinas con motores específicamente diseñados para este combustible, así como en tractores "todo-combustible" que podían emplear queroseno, gasolina o destilado. Los tractores con motor de destilado podían funcionar con gasolina, usualmente empleándola para encender, pero como funcionaban con una menor relación de compresión que aquellos propulsados por motor de gasolina, desarrollaban menos potencia y debían calentarse antes de pasar al destilado. Las relaciones de compresión para destilado podían ser aleredor de 4,7:1, mientras que en los motores de gasolina eran de 7:1 o más. Tales máquinas estaban provistas de pequeños tanques de gasolina para encender y calentar. Sin embargo, el destilado era frecuentemente más barato que la gasolina en regiones agrícolas, ya sea porque era un produco menos refinado, o porque tenía impuestos bajos o estaba libre de ellos. El "combustible de poder" (power fuel) era un producto de mayor calidad, pero menos eficiente que la gasolina.

## Destilado de fueloil
El destilado fue retirado del mercado mientras que la gasolina y el gasóleo de mejor calidad y menor precio llegaba al mercado. Con el paso del tiempo, el término "destilado" pasó a describir las fracciones ligeras del gasóleo y el fueloil, con  "Destilado No. 1" y "Destilado No. 2" refiriéndose a las fracciones ligeras de ambos productos, aunque con distintas características entre fueloil y gasóleo.